# 开源游戏

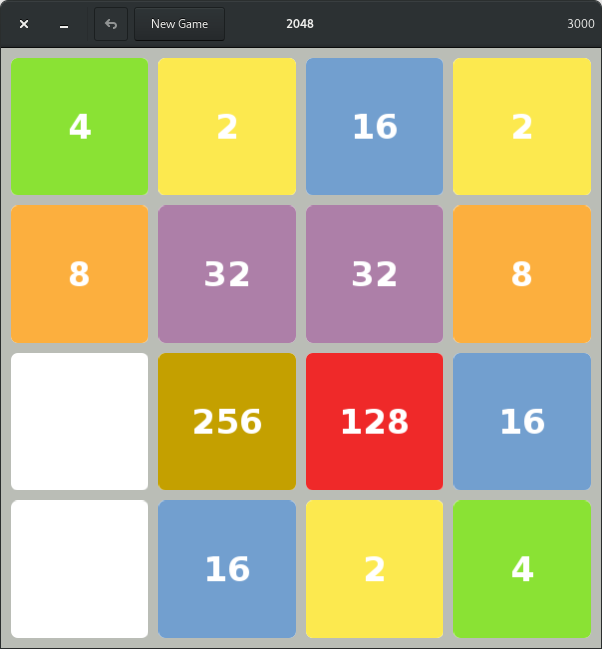
游戏2048

开源游戏是开放源代码的电子游戏，一般为免费游戏。但是很多游戏仅仅游戏引擎开源，所以必须有合法的副本才有资格使用，比如雷神之锤和家园；开放源代码的协议多种多样，一般意义上的开源是那些使用开放源代码促进会（OSI）认可许可证的软件，但是这里有所不同，包括了很多限制使用的代码也可称为开源游戏；如果使用跨平台库，开源游戏往往可以简单的移植到很多平台。

## 类型
主要类型是各种智力游戏、2D动作游戏、射击游戏、3D第一人称射击和即时战略。
很少有混合或复杂类型的游戏，大多是一个主题。特别缺少美工这一电子游戏耗费最高的部分。少数影响较大并且模块化的开源游戏通过提升玩家数量获取更多资源，比如oolite、wesnoth、nexuiz。

## 开发方式
游戏引擎、开发工具、地图编辑器、建模工具通常都使用自由或开源软件。如blender、ogre、irrlicht、gimp、Sauerbraten、ODE。
源代码寄存在各种版本管理系统中，比如git、svn、mercurial。

## 与独立游戏和同人游戏的关系
虽然从某种意义上，开源游戏属于独立游戏或同人游戏，但是其有着较多抵制商业化的初衷。故多数开源游戏并不自我介绍为开源游戏。

## 自由游戏
部分参考对应开源软件和自由软件的区别，但这里主要区别是游戏除引擎之外开放与否，例如游戏是否允许商业化，自由游戏允许而开源游戏协议往往限制。